# Audi, vide, tace, si tu vis vivere
Audi, vide, tace, si vis vivere in pace è una locuzione latina che significa letteralmente Ascolta, guarda e stai zitto se vuoi vivere in pace
Incerta è la fonte esatta, forse locuzione di origine medioevale, viene normalmente utilizzata per indicare di assumere un atteggiamento di riservatezza quando si viene a conoscenza di cose riguardanti terze persone, di evitare cioè di riferire i fatti altrui, di fare pettegolezzi
Nella forma troncata "audi, vide, tace." è un comune motto massonico.